# 奈斯岛

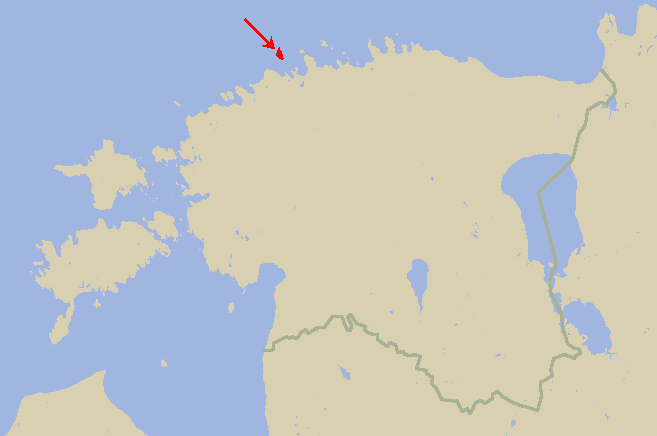
奈斯岛在爱沙尼亚的位置

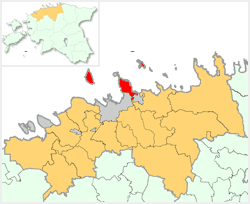
奈斯岛在维姆西市镇的位置

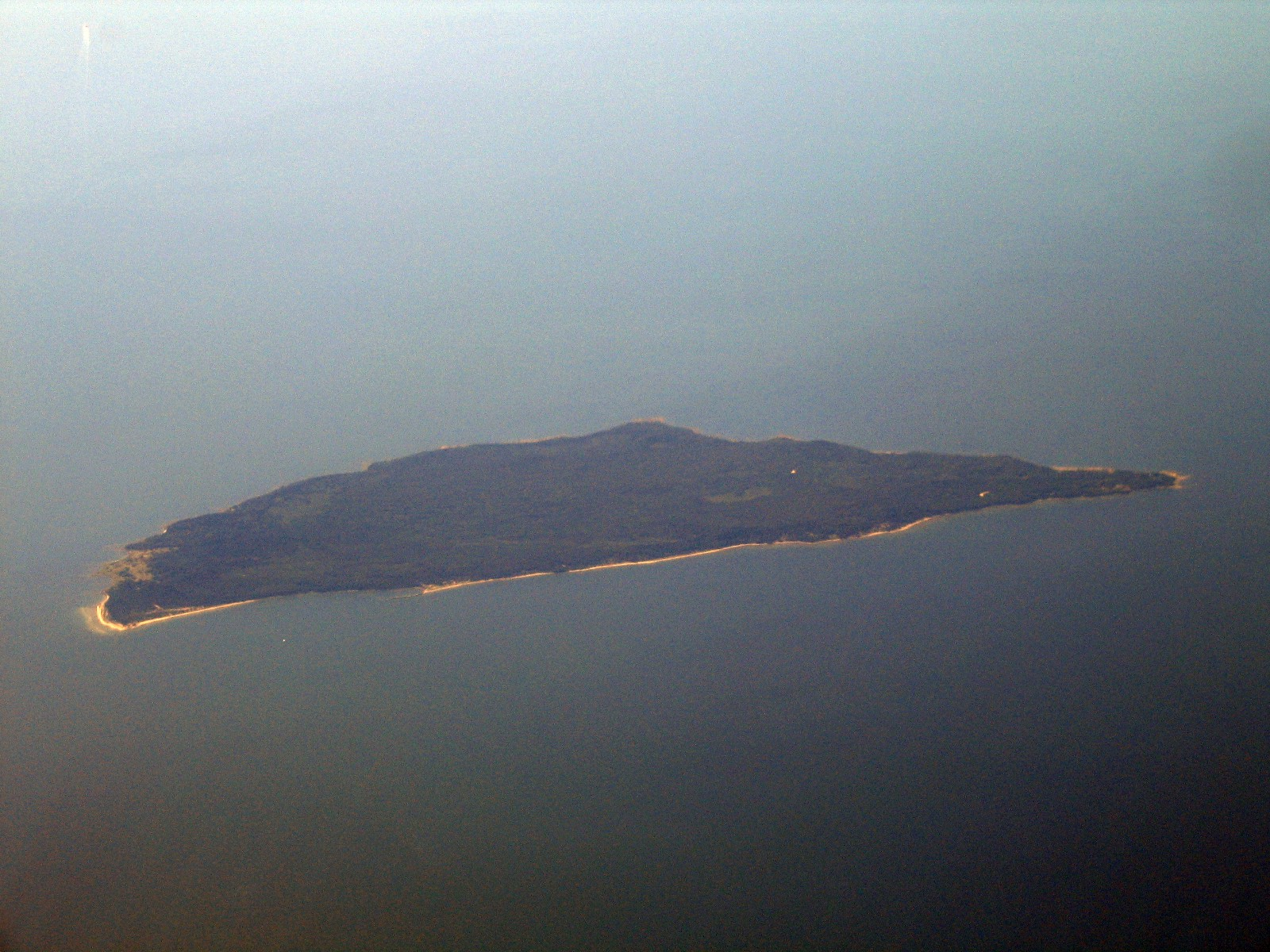
从空中俯瞰奈斯岛

奈斯岛是爱沙尼亚的一座岛屿，位于芬兰湾，首都塔林西北方向，行政上隶属于维姆西市镇。该岛面积为18.6平方公里，长度约为8公里，宽约3.5公里，距离大陆约8.5公里。岛上的最高点是库尼拉山，海拔27米（89英尺）。岛屿主要由针叶林以及石堆和巨石组成。2020年，岛上人口为17；2011年时，岛上约有35名常住居民和一些夏季居民。  
1917年—1918年，在这里出现了水兵和建设者苏维埃共和国（又称奈斯苏维埃共和国）。
在第二次世界大战之前，岛上约有450名居民，主要是爱沙尼亚瑞典人。但这些人在战争期间逃离。苏联统治时期，奈斯岛被划为军事区，禁止公众进入。第二次世界大战后，整个岛上的聚落被合并为一个名为奈萨雷村的村庄。2011年，这一村庄又被重新划分为三个历史村落：勒乌纳屈拉、塔加屈拉和韦伊克黑纳马。  
虽然岛上的防御工事最早可以追溯到彼得大帝时期用以加强塔林防御的计划，但主要的防御设施建于第一次世界大战前的俄罗斯统治时期。如今，岛上曾经的瑞典村落的小屋正在逐渐恢复，同时岛上的一条窄轨铁路也正在修复，该铁路从岛的北部延伸到南端。  
岛上的著名人物包括德国-爱沙尼亚裔光学家伯恩哈德·施密特，他于1930年发明施密特摄星仪。